# Taïsija Čenčyk
Taïsija Pylypivna Čenčyk (in ucraino Таїсія Пилипівна Ченчик?, in russo Таисия Филипповна Ченчик?, Taisija Filippovna Čenčik; Pryluky, 30 gennaio 1936 – Čeljabinsk, 19 novembre 2013) è stata un'altista sovietica, vincitrice della medaglia di bronzo ai Giochi olimpici di Tokyo nel 1964.

## Biografia
Alle olimpiadi di Tokyo nel salto in alto giunse in terza posizione arrendendosi di fronte a Iolanda Balaș (medaglia d'oro) e Michele Brown-Mason (medaglia d'argento).
Nelle precedenti olimpiadi di Roma era giunta al quinto posto
Ai campionati europei di atletica leggera del 1966 vinse una medaglia d'oro.

## Palmarès
| Anno | Manifestazione               | Sede  | Evento        | Risultato | Prestazione | Note |
| ---- | ---------------------------- | ----- | ------------- | --------- | ----------- | ---- |
| 1960 | Giochi della XVIII Olimpiade | Tokyo | Salto in alto | Bronzo    | 1,78        |      |

## Altre competizioni internazionali
1965
- Coppa Europa di atletica leggera ( Kassel)